# La Celle-Saint-Cyr
La Celle-Saint-Cyr je francouzská obec v departementu Yonne v regionu Burgundsko-Franche-Comté. V roce 2011 zde žilo 813 obyvatel.

## Sousední obce
Béon, Cézy, Précy-sur-Vrin, Saint-Julien-du-Sault, Sépeaux

## Vývoj počtu obyvatel
Počet obyvatel 